# کارستن پروپر
کارستن پروپر (انگلیسی: Carsten Pröpper؛ زادهٔ ۲۰ اکتبر ۱۹۶۷) بازیکن فوتبال اهل آلمان است.
از باشگاه‌هایی که در آن بازی کرده‌است می‌توان به باشگاه فوتبال سن پائولی اشاره کرد.